# 路正西
路正西（1932年2月—2013年9月15日），河南省博爱县人。中华人民共和国政治人物。

## 生平
1948年，毕业于太行工业职业学校，1949年，加入中国共产党。历任太行实业公司办公室干事，华丰工厂团委书记、经理。1951年后，任青年团长治市委干事、团市委工矿办公室干事，共青团山西省委重工业部副科长、科长、副部长、青工部部长，共青团山西省委常务委员，中共山西省委审干办公室组长，共青团山西省委书记、青联主席、团中央第十届委员会委员，中共山西省第四、五届委员会委员，山西省人大常委会委员。1984年调任中共阳泉市委副书记，1985年5月至1988年2月任中共阳泉市委书记。1988年3月，担任中共山西省委统战部部长兼山西省社会主义学院党委书记。1993年2月任山西省政协副主席、党组副书记。2000年5月中央批准离休。2013年9月15日在太原逝世，享年82岁。